# Anh hùng dân tộc
Anh hùng dân tộc là những người có công lao kiệt xuất trong công cuộc đấu tranh bảo vệ và phát triển của một dân tộc, được nhân dân ca ngợi và lịch sử dân tộc ghi nhận. Anh hùng dân tộc thường xuất hiện khi lịch sử dân tộc gặp biến cố to lớn, góp phần thay đổi vận mệnh của dân tộc. Là biểu tượng và là một niềm tự hào bất diệt của dân tộc.

## Theo quốc gia

### Hoa Kỳ
Từ thời kỳ 13 tiểu bang nội địa đầu tiên nổi dậy đấu tranh giành độc lập khỏi Đế quốc Anh cùng với sự ra đời của Nhà nước Hợp Chúng quốc Hoa Kỳ (1776) cho đến nay, quốc gia này đã xuất hiện rất nhiều vị tổng thống được các sử gia đánh giá là những vị tổng thống vĩ đại nhất trong lịch sử, đồng thời cũng được ca ngợi là những vị anh hùng dân tộc kiệt xuất là: George Washington, John Adams, Thomas Jefferson, James Madison, Abraham Lincoln, Franklin D. Roosevelt, John F. Kennedy, Ronald Reagan và George H.W. Bush.

### Việt Nam
Trong suốt lịch sử hàng nghìn năm bảo vệ và phát triển đất nước của dân tộc Việt Nam đã xuất hiện nhiều anh hùng dân tộc tiêu biểu. Ngày 21 tháng 6 năm 2013, tại văn bản số 2296/BVHTTDL-MTNATL, Bộ Văn hóa, Thể thao và Du lịch Việt Nam đã đưa ra danh sách 14 vị anh hùng dân tộc tiêu biểu nhất trong lịch sử Việt Nam theo thứ tự thời gian như sau: Quốc tổ Hùng Vương, Hai Bà Trưng, Lý Nam Đế (Lý Bí), Ngô Quyền, Đinh Tiên Hoàng (Đinh Bộ Lĩnh), Lê Đại Hành (Lê Hoàn), Lý Thái Tổ (Lý Công Uẩn), Lý Thường Kiệt, Trần Nhân Tông, Trần Hưng Đạo (Trần Quốc Tuấn), Lê Thái Tổ (Lê Lợi), Nguyễn Trãi, Quang Trung (Nguyễn Huệ), Hồ Chí Minh.

### Trung Quốc
Lịch sử của đất nước Trung Quốc thường gắn bó với những cuộc nội chiến, những cuộc tranh giành quyền lực giữa các phe phái trong nước, những cuộc xâm lược nhằm bành trướng lãnh thổ đến các nước lân bang. Tuy nhiên, quốc gia này cũng có những vị anh hùng được sinh ra trong những thời kỳ xã hội đất nước bị bần cùng hóa, đất nước bị chủ nghĩa đế quốc đô hộ như: Tổ Địch, Dương gia tướng, Nhạc Phi, Hàn Thế Trung, Lý Cương, Tông Trạch, Văn Thiên Tường, Trương Thế Kiệt, Lục Tú Phu, Vu Khiêm, Thích Kế Quang, Viên Sùng Hoán, Tần Lương Ngọc, Sử Khả Pháp, Lâm Tắc Từ, Quan Thiên Bồi, Phùng Tử Tài...

### Ấn Độ
Lịch sử của đất nước Ấn Độ thường gắn liền với hình ảnh vị lãnh tụ Mahatma Gandhi vĩ đại. Ông được xem là người anh hùng dân tộc đã  lãnh đạo nhiều phong trào yêu nước chống lại sự cai trị của Đế quốc Anh  vào giữa thế kỷ 20

### Philippines
José Rizal, nhà cách mạng và là người anh hùng đấu tranh bất bạo động cho phong trào giành độc lập của Philippines từ đế chế Tây Ban Nha ở thế kỷ 19

### Thổ Nhĩ Kỳ
Sultan Mehmed II là Nhà chinh phạt quang vinh, vị Sultan vĩ đại của dân tộc Thổ Nhĩ Kỳ vào thế kỷ 15. Ông là người có công thống suất ba quân tiến hành cuộc chinh phạt thành Constantinopolis, tiêu diệt Đế quốc Đông La Mã và lập nên một kinh đô mới cho Đế quốc Ottoman ngày một lớn mạnh. Không những gặt hái những chiến thắng, mở rộng bờ cõi khiến cho dân châu Âu phải khiếp sợ, ông còn là vị Sultan bảo trợ nền khoa học và nghệ thuật nở rộ.
Mustafa Kemal Atatürk là người anh hùng giải phóng đã mang lại một loạt chiến thắng vẻ vang cho Quân đội Ottoman trong chiến dịch ác liệt ở bán đảo Gallipoli (Chiến tranh thế giới lần thứ nhất) trước quân xâm lược Anh - Pháp - Nga. Sau khi Đế quốc Ottoman đầu hàng, ông lãnh đạo nhân dân tiến hành cuộc Chiến tranh Giải phóng Dân tộc đánh đuổi liên quân Anh - Pháp - Ý - Hy Lạp, đồng thời lật đổ Vương triều Ottoman và sáng lập ra nước Cộng hòa Thổ Nhĩ Kỳ hiện đại đầu thế kỷ 20.

### Ba Tư cổ
Cyrus Đại Đế là vị vua khai quốc của Đế quốc Ba Tư, là người có công hợp nhất các dân tộc Media và Ba Tư thành một quốc gia. Trong khắp Đế quốc Ba Tư, người Ba Tư hết mực kính nể gọi ông là "Quốc tổ", người Babylon gọi ông là "Nhà Giải phóng", người Hy Lạp gọi ông là "Đấng ban luật" và người Do Thái gọi ông là "Người xức dầu của Chúa Trời", do ông thực chính sách công bình giữa các dân tộc. Ông cũng là một nhà chiến thuật và chiến lược đại tài.

### Venezuela
Simón Bolívar, người anh hùng lãnh đạo giành độc lập thành công cho Venezuela từ đế chế Tây Ban Nha ở đầu thế kỷ 19

### Argentina
José de San Martín, nhà cách mạng và là người anh hùng lãnh đạo giành độc lập thành công cho Argentina từ đế chế Tây Ban Nha ở đầu thế kỷ 19

### Chile
Bernardo O'Higgins, nhà cách mạng và là người anh hùng lãnh đạo giành độc lập thành công cho Chile từ đế chế Tây Ban Nha ở đầu thế kỷ 19

### Scotland
Nhà yêu nước William Wallace, thủ lĩnh cuộc đấu tranh giành độc lập của nhân dân Scotland chống lại ách đô hộ của Vương quốc Anh, vào thế kỷ 13. Ông được mệnh danh là "Người hộ vệ của Scotland".
Robert the Bruce - một nhà quý tộc Scotland, đã bị ý chí của William Wallace thức tỉnh bản tính hèn nhát của mình, để từ đó sau khi Wallace bị hành hình, cũng như ông trở thành vua Scotland (vua bù nhìn). Ông đã đứng lên thay Wallace lãnh đạo khởi nghĩa giành độc lập cho Scotland, bắt vua Edward I tàn bạo phải thừa nhận nền độc lập của Scotland,và sau khi Scotland độc lập, ông trở thành vị vua chính thức của Scotland. Ông được biết đến như một anh hùng dân tộc và là tấm gương để người đời học tập về sự đấu tranh với bản thân

### Đức
Tù trưởng Hermann (Arminius) của thị tộc Cherusci, là người có công lãnh đạo liên minh các thị tộc trên khắp miền Germania đánh tan tác các binh đoàn Lê dương La Mã trong trận rừng Teutoburg vào đầu thế kỷ 1, giải phóng miền đất Germania và mở ra thời kỳ phát triển văn hóa, chủ quyền của dân tộc Đức, cùng truyền thống quân sự hào hùng của dân tộc. Là một trang tù trưởng anh dũng, ông luôn luôn được vinh danh trong thi ca Đức như một vị danh tướng, và là một trong những người lãnh đạo quả cảm nhất của nước Đức thời cổ xưa.

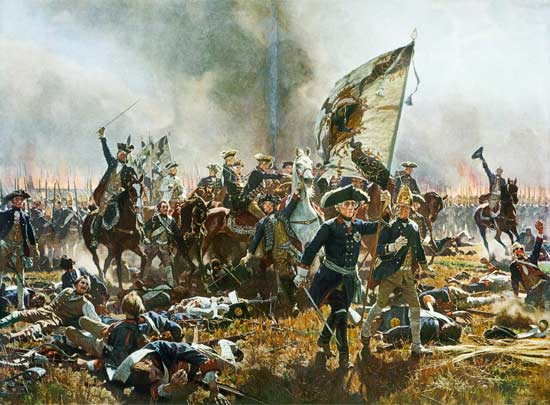
Vua Friedrich II Đại Đế đánh thắng quân Nga trong trận Zorndorf (1758).

Đầu thế kỷ 16 có nhà thần học Martin Luther người xứ Sachsen-Anhalt, là người anh hùng "Hercules trên đất Đức" và là "chim sơn ca trên đất Đức". Ông là người có công lớn tiến hành cuộc cải cách tôn giáo Kháng Cách. Trong hội nghị của các vua chúa Đức tại Worms, ông vẫn khẳng khái bảo vệ đức tin của mình.
Cuối thế kỷ 17 có Tuyển hầu tước Vĩ đại Friedrich Wilhelm I, là người đã đưa lãnh địa phong kiến Phổ - Brandenburg từ một quốc gia nghèo nàn, bị chiến tranh tàn phá, trở thành một Nhà nước lớn mạnh, đưa dân tộc Phổ - Đức đến giai đoạn huy hoàng đầu tiên của họ. Ông xây dựng lực lượng Quân đội thường trực hùng mạnh, tạo tiền đề cho Phổ lớn mạnh. Thoạt đầu ông đánh tan tác quân Ba Lan và giành độc lập cho xứ Phổ khỏi ách chư hầu của Vương triều Ba Lan, sau đó ông lập chiến công rạng rỡ đánh tan nát quân xâm lược Thụy Điển trong trận Fehrbellin. Ông trở thành một vị lãnh chúa lỗi lạc trong khi lãnh địa của ông ngày một vinh quang. Với ông, một bộ máy Chính phủ hữu hiệu được xây dựng.
Giữa thế kỷ 18 có vị vua - chiến binh Friedrich II Đại Đế nước Phổ, là một nhà văn hóa kiệt xuất, lại còn có tài dụng binh trị nước. Ông đã chinh phạt tỉnh Silesia của Áo. Trong cuộc Chiến tranh Bảy Năm, ông thắng trận và đặc biệt mang lại huy hoàng cho toàn thể dân tộc Đức với cuộc đại phá tan nát liên quân Pháp - Áo hùng mạnh trong trận Rossbach, cùng chiến công hào hùng đập tan tác đại binh Áo trong trận Leuthen, mở đường cho vận mệnh sáng soi của dân tộc. Những cuộc chinh phạt hiển hách của ông đã đem lại di sản đồ sộ về quân sự cho nước Đức. Cuối đời, với thành công của việc thiết lập Liên minh các Vương hầu Đức bảo vệ đức tin Kháng Cách cùng quyền lợi của nước Phổ, ông trở thành vị anh hùng Đại đức rạng rỡ, mở đường cho một nước Đức thống nhất. Không những thế, ông còn là vị Quân vương có tư tưởng tiến bộ nhất thời đại, là ông vua - triết học viết nhiều sách.
Đầu thế kỷ 19 có Bá tước August Neidhardt von Gneisenau nước Phổ, là một Sĩ quan Tham mưu đại tài. Lúc Vương quốc lâm nguy, ông là người lãnh đạo quân dân Phổ dũng mãnh giành thắng lợi trong cuộc đấu tranh bảo vệ pháo đài Colberg trước cuộc xâm lược của quân tinh nhuệ Pháp, mang lại niềm tự hào cho dân tộc Đức. Là người có tầm nhìn xa trông rộng, ông nỗ lực cải cách đưa Quân đội Phổ trở thành một lực lượng hùng mạnh, toàn thắng cuộc Chiến tranh Giải phóng đánh đuổi quân Pháp ra khỏi bờ cõi. Với thiên tài quân sự của mình, ông cũng góp phần mang lại chiến thắng quyết định của liên quân chống Pháp trong trận Waterloo, nhờ đó ông trở thành một trong số ít những vĩ nhân lịch sử đã hạ gục Hoàng đế Napoléon Bonaparte.
Cùng thời đó có Thống chế Gebhard Leberecht von Blücher nước Phổ, cũng là một kình địch không đội trời chung của Napoléon. Ông vốn đã nuôi chí căm hờn người Pháp và kiên quyết sẽ giải phóng quốc gia. Là một nhà yêu nước Phổ, vị danh tướng xuất sắc này đã làm việc thân cận với các nhà quân sự lỗi lạc khác như Gneisenau, góp phần lật nhào chế độ Napoléon (tỷ như trận Leipzig), đẩy quân Pháp về sào huyệt Paris trong cảnh ngộ thất thế. Ông là người tung đại quân Phổ vào họp binh với quân Anh trong trận Waterloo, góp phần quyết định đè bẹp hoàn toàn Napoléon Bonaparte. Trong trận thắng quyết định này ông hợp tác chặt chẽ với Gneisenau. Ông trở thành một huyền thoại sống trong đời mình, vì những chiến tích của ông đại thắng Napoléon.
Cuối thế kỷ 19 có Thủ tướng Otto von Bismarck nước Phổ là một lãnh đạo sáng suốt, có ảnh hưởng lớn nhất ở châu Âu. Ông là nhà chính trị thiên tài và dày dạn kinh nghiệm, là một nhà ngoại giao bậc thầy, đã hoàn thành công cuộc nhất thống các quốc gia ở Đức thành một Đế chế Đức. Là một nhân vật hiếm có trong lịch sử châu Âu, ông thực hiện chính sách "Chính trị thực dụng" (Realpolitik), mang lại thành quả cho Phổ - Đức. Thoạt đầu, ông giành chiến thắng lừng lẫy trong cuộc Chiến tranh Schleswig lần thứ hai chống Đan Mạch. Tiếp theo đó, ông đánh thắng cuộc Chiến tranh chống Áo, rồi lại toàn thắng cuộc chiến tranh chống Pháp (trận đánh quyết định tiêu biểu nhất là trận Sedan). Với những công tích rực rỡ ấy, ông đã thiết lập ra Đế chế Đức hùng cường, dũng mãnh. Là một quốc gia non trẻ nhưng Đế chế Đức có lực lượng Quân đội tinh nhuệ nhất Âu châu và là nỗi lo sợ của các nước láng giềng.
Sang thế kỷ 20 nước Đức có Thống chế Paul von Hindenburg là một huyền thoại sống, một vị anh hùng dân tộc trong cuộc Chiến tranh thế giới lần thứ nhất. Khi quân Nga xâm lược vùng Đông Phổ, ông dẫn dắt quân sĩ giành chiến thắng hào hùng trong trận Tannenberg, đưa ông trở thành người anh hùng trong mắt toàn dân Đức. Nhân dân coi ông là vị mãnh tướng trả thù cho chiến bại của các Hiệp sĩ Teuton trước người Slavơ trong trận Tannenberg thời Trung Cổ. Khi quân Nga sang tái xâm phạm, ông lại quét sạch quân địch trong trận hồ Masurian lần thứ nhất - một chiến tích vang lừng khó quên trong lịch sử quân sự nước Đức. Sau khi cuộc Đại chiến kết thúc, vì những chiến công hiển hách của ông mà ông được bầu làm Tổng thống nước Cộng hòa Weimar. Trong mắt biết bao người Đức, ông là biểu hiện của giá trị truyền thống Phổ với tinh thần kỷ cương, tuân lệnh, trách nhiệm, thượng võ.

### Anh
Vua nước Phổ Friedrich II Đại Đế, với những chiến công hiển hách đại phá quân Pháp và quân Áo tại Rossbach và Leuthen, được nhân dân Anh Quốc coi là người anh hùng. Nhờ có liên minh với ông, nước Anh dễ dàng đánh bại liên minh Pháp - Tây Ban Nha, đưa đất nước trở nên vinh quang, cường thịnh. Không những thế, liên minh với ông cũng hỗ trợ cho người Anh giải phóng xứ Hanover chư hầu.
Với một loạt chiến thắng đầu tiên (như trận đánh sông Nin) rồi đến chiến thắng trước thủy binh Pháp trong trận Trafalgar vào năm 1805, Đô đốc Horatio Nelson trở thành anh hùng dân tộc Anh.

### Thụy Điển
Vị vua nước Thụy Điển vào thế kỷ 18, Karl XII, đã đấu tranh trong suốt 18 năm trời để bảo vệ đất nước, tuy thất bại nhưng các nhà dân tộc chủ nghĩa lãng mạn Thụy Điển coi là anh hùng dân tộc.

### Nga
Thời Trung Cổ có Đại Vương công xứ Vladimir là Aleksandr Yaroslavich Nevsky đã đánh tan tác quân xâm lược Thụy Điển và các Hiệp sĩ Teuton. Không những thế, ông còn đập tan quân Litva, và trở thành anh hùng dân tộc của Nga.
Thời Đế quốc Nga, nổi bật lên là Mikhail Kutuzov, người đã đánh bại đội quân hùng mạnh của Napoleon I và góp phần quan trọng trong việc làm sụp đổ Đế chế Pháp.
Thời kì Liên bang Xô Viết, có rất nhiều vị tướng tham gia trong Chiến tranh vệ quốc vĩ đại, trong đó tiêu biểu nhất là nhà lãnh đạo Iosif Stalin, linh hồn của Liên Xô trong cuộc chiến và là nhà lãnh đạo tái thiết Liên Xô sau chiến tranh cũng như xây dựng Liên Xô thành cường quốc. Georgi Zhukov - Nguyên soái Liên bang Xô Viết, là vị tướng trải qua rất nhiều trận mạc từ châu Âu đến châu Á, ông là nỗi khiếp sợ của quân đội phát xít và được coi là vị tướng số một của Liên Xô trong Chiến tranh vệ quốc vĩ đại.